# Indická kosmická agentura

Logo

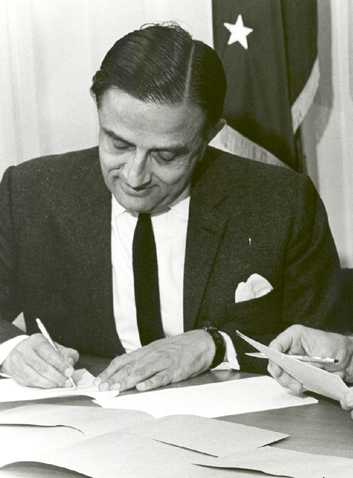
Dr. Vikram Sarabhai.

Indická kosmická agentura, oficiálně Indian Space Research Organisation známá pod zkratkou ISRO, je státní indická vesmírná agentura zastřešující indické kosmické ambice se sídlem ve městě Bengalúru. Organizace zaměstnává přibližně 20 000 lidí a disponuje rozpočtem okolo 866 miliónů amerických dolarů (k roku 2008).
Založena byla v červnu roku 1972, kdy indická vláda zřídila Vesmírnou komisi (Space Commission) a Oddělení pro vesmír (Department of Space), pod kterými byla později zřízena organizace ISRO.

## Historie
Kořeny indického vesmírného programu sahají na počátek 60. let 20. století v roce 1962, kdy byl založeno středisko pro start raket v indické Thumbě (TERLS – Thumba Equatorial Rocket Launching Station). O rok později Indie sestrojila první funkční raketu (start byl 21. listopadu 1963). O dva roky později bylo v Thumbě založeno Vesmírné vědecko-technické centrum (SSTC), které se později stalo páteří indického vesmírného projektu. 1. dubna v roce 1975 se podařilo Indii úspěšně vyslat svůj první satelit do vesmíru v podobě satelitu Aryabatha. V roce 1984 se na palubě sovětské lodi podíval do vesmíru i první kosmonaut z Indie v podobě Rakeshe Sharmy.
Otcem indického vesmírného projektu byl doktor Vikram Sarabhai (1919-1971), který po dlouhá léta vedl a udával zaměření indického programu. Byl si vědom skutečnosti, že Indie nemá prostředky na vyslání svého kosmonauta do vesmíru, či aby přistála na Měsíci, a tak vedl Indii k reálnějším cílům, jako byla výstavba vlastního raketového nosiče, vysílání telekomunikačních satelitů, meteorologických družic atd. Věřil, že by se Indie měla pokoušet prorazit do vesmíru aspoň touto cestou.

## Současnost
ISRO se zaměřuje převážně na vývoj, výrobu a vypouštění satelitů, vývoj a vypouštění nosných raket, odpalovacích vozidel a na výrobu připojeného pozemního zařízení. Experimentuje se satelity pro televizní vysílání, či pro telekomunikaci. Její zařízení se používá také ke komerčním záměrům. ISRO spolupracuje s mnoha jinými zeměmi (ESA, Kanada, či s čínskou CNSA). ISRO má své výrobní závody, vědecká pracoviště a pobočky roztroušené po celé zemi.
Agentura má k dispozici indický Kosmodrom Šríharikota a od roku 2005 zprovoznila druhý startovací komplex SLP (Second Lauch Pad).
Dne 1. ledna 2019 ředitel ISRO zveřejnil zprávu "2018 : A Year of many ‘firsts’ and ‘beginnings’".

## Nosné rakety
Indie od konce 70. let 20. století vyrábí své nosné rakety pro vynášení družic Země. První takovou raketou pro kosmonautiku byla SLV-3-E1, která při startu s družicí Rohini-1A dne 10. dubna 1979 havarovala. O rok později raketa SLV-E2 absolvovala start úspěšně. Od roku 1983 začaly startovat se střídavými úspěchy rakety ASLV a v roce 1993 byl zaznamenán první start rakety PSLV. V dubnu 2001 poprvé startovala nová raketa GSLV Mk.1 po předchozím desetiletém vývoji, který stál Indii 305 milionů dolarů. Cena jednoho startu je udávána částkou 60 milionů dolarů.

## Významné mise
Dne 5. listopadu 2013 odstartovala z indického kosmodromu Satiš Davan sonda Mangalján s pomocí upravené rakety Polar Satellite Launch Vehicle C-25. Cílem mise je průzkum atmosféry Marsu. Let brzy po startu doprovázely problémy. 24. září 2014 byla sonda úspěšně navedena na oběžnou dráhu Marsu.
V prosinci 2014 byl na suborbitální dráhu úspěšně vynesen návratový modul CARE pomocí nové nosné rakety LVM 3 (GSLV Mk.3).
Dne 8. září 2016 Indie vyslala na geostacionární dráhu meteorologickou družici INSAT 3DR pomocí svého kosmického nosiče GSLV Mk.2 .
V noci ze 14. na 15. února 2017 byla z kosmodromu Šríharikota pomocí nosiče ISRO – PSLV – vypuštěno 104 družic, z toho 88 družic Flock 3P na polární dráhu.
Dne 5. června 2017 byla nosičem LVM 3 na dráhu přechodovou ke geostacionární vynesena družice GSAT-19 o hmotnosti 3136 kg.
23. června 2017 bylo nosičem PSLV vypuštěno asi 30 satelitů, mezi nimi český VZLUSat-1 a slovenský skCube.
Dne 12. ledna 2018 byla nosičem PSLV na polární dráhu vypuštěno 31 družic, včetně družice řady Cartosat-2 o hmotnosti 710 kg.
Dne 30. listopadu 2018 byla nosičem LVM 3 na dráhu přechodovou ke geostacionární vypuštěna GSAT-29 o hmotnosti 3877 kg.
Dne 22. července 2019 byla nosičem LVM 3 M1 na dráhu přechodovou ke geostacionární vypuštěna sonda Čandraján-2 o hmotnosti 3890 kg.
Dne 14. července 2023 byla nosičem LVM 3 M4 na dráhu přechodovou k dráze selenocentrické vypuštěna sonda Čandraján-3. Dne 23. srpna 2023 tato sonda úspěšně přistála na Měsíci.